# Ernst L. Wynder
Ernst Ludwig Wynder (geboren als Ernst Ludwig Weinberg 30. April 1922 in Herford; gestorben 14. Juli 1999) war ein US-amerikanischer Mediziner, der in frühen Studien auf die Gefahren des Tabakrauchens hinwies und öffentlichkeitswirksam in den folgenden Jahrzehnten darauf hinwies.

## Leben
Ernst Ludwig Weinberg besuchte das Friedrichs-Gymnasium in Herford. Wegen der deutschen Judenverfolgung verließ er 1938 mit seiner Familie Deutschland, ebenso wie auch die Familie seines Cousins Robert Allan Weinberg. Er studierte an der New York University, war im Zweiten Weltkrieg in der psychologischen Kriegsführung gegen das Deutsche Reich eingesetzt und setzte sein Studium der Medizin nach dem Krieg an der Washington University fort. 1950 machte er sowohl seinen medizinischen als auch einen Bachelor-Abschluss. Anschließend war er am Sloan Kettering Cancer Institute tätig. 1969 gründete er die American Health Foundation und war deren medizinischer Direktor.
Auf die Gefahren des Rauchens stieß er schon als Student, als er bei der Sektion eines starken Rauchers zugegen war. Er sammelte Fälle und publizierte diese mit dem Thoraxchirurgen Evarts Graham. Diese Studie war zwar nicht die erste, die den Zusammenhang aufzeigte, hatte aber großen Einfluss und war Vorläufer vieler weiterer Studien. Bald darauf untermauerten sie die Studie durch Experimente, in denen Mäuse ein Jahr dem Teer aus dem Tabakrauch ausgesetzt waren und zu einem großen Teil (44 %) Krebs entwickelten.
Ernst Wynder publizierte über 800 Aufsätze in der Krebsforschung, hauptsächlich zu Lungen- und Brustkrebs, aber auch zu anderen Krebsarten sowohl in epidemiologischen als auch in experimentellen Studien. 1960 war er Ko-Autor einer umfangreichen epidemiologischen Brustkrebsstudie.
1990 erhielt er in Berlin auch in Anerkennung der Gründung der American Health Foundation die Robert-Koch-Medaille.
1972 war er Gründungs-Herausgeber von Preventive Medicine.

## Veröffentlichungen (Auswahl)
- mit D. Hoffmann: Current Studies on etiology and prevention. In: W. L. Walton (Hrsg.): Lung cancer. Mosby, St. Louis 1968.